# Beraba
Beraba é um gênero de coleópteros da tribo Eburiini (Cerambycinae); compreende 17 espécies, distribuídas por Bolívia, Brasil, Colômbia, Equador, Guiana Francesa, Panamá, Peru e Venezuela.

## Sistemática
- Ordem Coleoptera
  - Subordem Polyphaga
    - Infraordem Cucujiformia
      - Superfamília Chrysomeloidea
        - Família Cerambycidae
          - Subfamília Cerambycinae
            - Tribo Eburiini
              - Gênero Beraba (Martins, 1997)
                - Beraba angusticollis (Zajciw, 1961)
                - Beraba cauera (Galileo & Martins, 1999)
                - Beraba cheilaria (Martins, 1967)
                - Beraba decora (Zajciw, 1961)
                - Beraba erosa (Martins, 1981)
                - Beraba grammica (Monné & Martins, 1992)
                - Beraba inermis (Martins & Galileo, 2002)
                - Beraba iuba (Martins, 1997)
                - Beraba limpida (Martins, 1997)
                - Beraba longicollis (Bates, 1870)
                - Beraba marica (Galileo & Martins, 1999)
                - Beraba moema (Martins, 1997)
                - Beraba odettae (Martins & Galileo, 2008)
                - Beraba pallida (Galileo & Martins, 2008)
                - Beraba piriana (Martins, 1997)
                - Beraba spinosa (Zajciw, 1967)
                - Beraba tate (Galileo & Martins, 2010 )